# Puerto deportivo de Deva
El puerto deportivo de Deva está situado aguas arriba de la ría de Deva, en la desembocadura del río del mismo nombre, localizándose en el centro de la población que le da nombre, en la provincia de Guipúzcoa, en el País Vasco (España).
Es un puerto muy pequeño, que antaño conoció tiempos de gloria gracias a la pesca y el transporte de mercancías y materias primas, hoy en día utilizado exclusivamente para actividades de recreo por habitantes de Deva y su entorno. 
Las 70 plazas de atraque existentes están permanentemente ocupadas, con lista de espera de hasta tres embarcaciones, siendo imposible el atraque para embarcaciones de paso (teniendo estas que fondear en las inmediaciones del puerto junto al puente a Motrico).

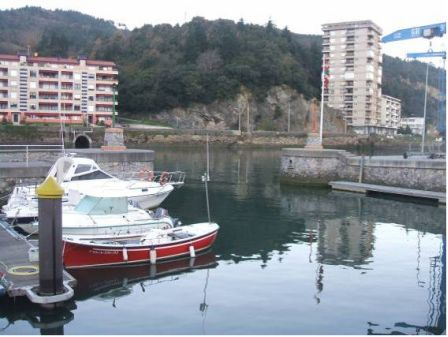

## Información histórica
Hacia el siglo XVI, el puerto de Deva presumía de ser de cierta importancia en la región, ya que desde él partían mercancías, principalmente lana, hacia el norte de Europa, procedentes de Burgos, Zaragoza, Segovia, Vitoria, etc. y descargaban mineral de hierro.
Con el transcurrir de los años, el puerto de Deva fue perdiendo actividad comercial hasta el punto de bajar de aduana de segunda clase a aduana de cuarta clase a principios del siglo XIX. Para rebatir este hecho, a mediados de siglo se construyó un muelle, proyectado por el ingeniero Peironcely, en la desembocadura del río.
Las obras de mejoramiento de la ría continuaron hacia 1930 de la mano del ilustre Ramón Iribarren. Se construyó un dique de encauzamiento en la margen izquierda, cercano a la desembocadura, y se incrementó la longitud del dique en la margen derecha en 102 metros. Esta última obra contribuyó a la estabilización de la popular playa de Deva.
Hoy en día el puerto de Deva es exclusivamente de uso deportivo.

## Datos generales

Contraseña de la provincia marítima de Pasajes, a la que pertenece.

Localización
- Sus coordenadas geográficas son:
  - Latitud: 43°17′6″ N
  - Longitud: 2°21′2″ O

Accesibilidad
El puerto de Deva se encuentra en el centro de la población que le da nombre.
A Deba se puede llegar de distintas formas:
- Por tren

Euskotren – Estación de Deva (línea Bilbao – San Sebastián)
- En avión

Deva no tiene instalaciones aeroportuarias, por lo que sólo cabe volar a ciudades cercanas, como Bilbao, Vitoria, San Sebastián y Biarritz, y luego trasladarse a Deva en autobús, tren o coche.
- En coche o en autobús
  - En autobús

Pesa. Bilbao-Deva-Lequeitio/Lequeitio-Deva-Bilbao
San Sebastián-Deva-Lequeitio/Lequeitio-Deva-San Sebastián
Turytrans.
Irún-Deva-Gijón/Gijón-Deva-Irún
-   - En coche

Tomando la Autopista A-8 Bilbao-San Sebastián:
Itziar-Deva Salida 13
Elgóibar Salida 14
Tiempo aproximado a ciudades próximas:
• Bilbao 35’
• San Sebastián 25’
• Vitoria 60’
• Hendaya 40’
• Pamplona 75'
• Biarritz 60'
- Por mar

Subiendo por el río Deva hasta el puerto (anchura en bocana: 25m. Calado en bocana: 1,5m)

## Información técnica
Plano de planta
Superficies zona de servicio
- Agua, 0,33 km²

- Zona portuaria en tierra, 0,12 km²

## Atraques y servicios
DISTRIBUCIÓN DE ATRAQUES

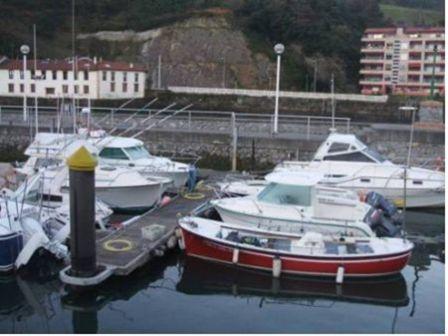

El puerto deportivo de Deva cuenta con 70 amarres distribuidos de la siguiente forma:
- 15 amarres para embarcaciones de eslora menor o igual a 5 metros y manga menor o igual a 1,90 metros.
- 22 amarres para embarcaciones de eslora menor o igual a 6 metros y manga mayor de 1,90 metros y menor o igual a 2,20 metros.
- 29 amarres para embarcaciones de eslora menor o igual a 7 metros y manga mayor de 2,20 metros y menor o igual a 2,85 metros.
- 4 amarres para embarcaciones de eslora mayor de 7 metros.

Servicios existentes
- Grúas: una de 5 ton
- Talleres de reparación y carpintería de ribera
- Tomas de agua
- Tomas de electricidad
- Aparcamiento para residentes y titulares de embarcaciones.
- Rampa
- Escuela de buceo

## Otros puertos con amarres para embarcaciones deportivas en Guipúzcoa
- Puerto deportivo de Guetaria
- Puerto deportivo de Orio
- Puerto deportivo de Zumaya
- Puerto deportivo de Fuenterrabía
- Puerto deportivo de San Sebastián

- Datos: Q9064551
- Multimedia: Port of Deba / Q9064551